# مارک دیوید چپمن
مارک دیوید چپمن متولد (۱۰ می ۱۹۵۵) فورت وورث، آدمکش آمریکایی است که در هشتم ماه دسامبر سال ۱۹۸۰ خواننده و موسیقیدان انگلیسی جان لنون را با اسلحه گرم، بیرون خانه‌اش در نیویورک به قتل رساند.
وی در حضور همسرش یوکو اونو چهار بار از پشت به او شلیک کرد. چپمن تا دستگیری توسط پلیس در صحنه ماند. وی به جنایت و تحمل حبس ابد قابل عفو پس از بیست سال محکوم شد. او تاکنون نه بار تقاضای عفو کرده که توسط یوکو اونو رد شده‌است.
چپمن به دلیل بدنامیش در واحدی ویژه و دور از بند عمومی زندان آتیکا زندانی شده‌است. او در زندان به عنوان خدمه مشغول به کار است؛ دفترها را تمیز می‌کند و در یکی از کتابخانه‌های حقوق زندان به دیگر زندانیان کمک می‌کند.

## ادعاهای دیوید چپمن
چپمن پس از مدتی ادعا کرد در سرش صداهایی می‌شنیده که او را به کشتن جان لنون تشویق می‌کرده‌است. او همچنین گفته بود که انگیزه‌اش از این عمل «سریع مشهور شدن» بوده‌است.
چپمن خواندن کتاب ناطور دشت اثر سَلینجر را منشأ الهام به قتل رساندن لنون بیان کرده‌است.